# Jack Sheppard

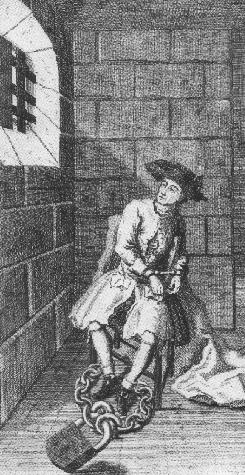
Jack Sheppard i Newgatefängelset

Jack Sheppard, född 1702, död 16 november 1724, var en notorisk engelsk inbrottstjuv i London under det tidiga 1700-talet. Han var känd for sina kriminella handlingar och hans försök att fly från sitt straff. Hans upprepade arresteringar blev en del av undergången for den notoriske tjuven Jonathan Wild.